# ヴェンジェンス (バンド)
ヴェンジェンス（Vengeance）は、オランダのハードロック/ヘヴィメタル・バンドである。

## 概要
サウンドはロックンロール系で、フロントマンであるレオン・グーヴィの楽しいパフォーマンスは多少コミカルである。ギタリストはアルイエン・アンソニー・ルカッセン。
アルバムの中には1枚だけイギリス人のシンガー、イアン・パリーがボーカルを務めたものが存在する。
中東のメロディーを取り入れたアルバム『アラビア』が大ヒットしたことで知られるが、当時のCBS/SONYがあまりプロモーションに力を入れなかったこともあり、日本では無名に留まっている。

## メンバー

### 現メンバー
- レオン・グーヴィ (Leon Goewie) - ボーカル
- ティモ・ソマーズ (Timo Somers) - ギター、バック・ボーカル
- エミール・マルセリス (Emile Marcelis) - ベース
- ジョン・エメン (John Emmen) - ドラムス

### 旧メンバー
- イアン・パリー (Ian Parry) - ボーカル
- アルイエン・アンソニー・ルカッセン (Arjen Anthony Lucassen) - ギター
- ピーター・フェルシュレン (Peter Verschuren) - ギター
- ヤン・ソマーズ (Jan Somers) - ギター
- レン・ルイフロク (Len Ruygrok) - ギター
- オスカー・ホフマン (Oscar Holleman) - ギター
- レオ・ファン・ブリーマン (Leo van Breemen) - ギター
- マーク・ハジェナーズ (Mark Hagenaars) - ギター
- ピーター・ブルボン (Peter Bourbon) - ギター
- ヤン・ベイルスマ (Jan Bijlsma) - ベース
- ピーター・ヤンセン (Peter Jansen) - ベース
- バレン・クアボス (Barend Courbois) - ベース
- ローランド・バッカー (Roland Bakker) - キーボード
- ハンス・ファン・ザント (Hans van 't Zandt) - ドラムス
- ゲリー・ド・グラーフ (Gerry de Graaf) - ドラムス
- マシュー・オリグシュラガー (Matthieu Oligschlager) - ドラムス
- エリク・スタウト (Erik Stout) - ドラムス
- パウル・シセン (Paul Thissen) - ドラムス
- ジョン・スネルズ (John Snels) - ドラムス
- エルンスト・ファン・エー (Ernst van EE) - ドラムス

## ディスコグラフィ

### スタジオ・アルバム
- Vengeance (1984年)
- 『ウィ・ハヴ・ウェイズ・トゥ・メイク・ユー・ロック』 - We Have Ways to Make You Rock (1986年)
- 『テイク・イット・オア・リーヴ・イット』 - Take It or Leave It (1987年) ※旧邦題『明日への賭け』
- 『アラビア』 - Arabia (1989年)
- 『フォールン・ヒーローズ』 - The Last of the Fallen Heroes (1994年) ※アルファ・レコード（Brunette）より日本でのみ発売
- 『バック・フロム・フライト19』 - Back from Flight 19 (1997年)
- 『バック・イン・ザ・リング』 - Back in the Ring (2006年)
- 『ソウル・コレクターズ』 - Soul Collector (2009年)
- 『クリスタル・アイ』 - Crystal Eye (2012年)
- Piece of Cake (2013年)

### ライブ・アルバム
- 『グレイテスト・ヒッツ・ライヴ!』 - Same/Same... But Different (2007年) ※日本盤は『ソウル・コレクターズ』と2in1で発売

### コンピレーション・アルバム
- The Last Teardrop '84-'92 (1992年) ※新曲6曲を含むベスト盤
- 『ロックン・ロール・シャワー1984-1998』 - Rock'n Roll Shower '84-'98 (1998年)
- 『ウイングス・オヴ・アロー』 - Wings of an Arrow (2000年) ※『フォールン・ヒーローズ』の数曲リミックス、増曲盤。オランダでの正式リリース

### EP
- Only the Wind (1986年)
- Rock N Roll Shower (1987年)
- If Lovin' You is Wrong (1989年)

### シングル
- "Prisoners of the Night" (1984年)
- "You Took Me By Surprise" (1985年)
- "May Heaven Strike Me Down" (1986年)
- "Only the Wind" / "Deathride to Glory" (1986年)
- "Rock 'n' Roll Shower" / "Code of Honour" (1987年)
- "Looks like a Winner" (1987年)
- "Ain't Gonna Take You Home" (1987年)
- "Arabia" (1989年)
- "As the Last Teardrop Falls" (1992年)
- "Planet Zilch" (1997年)
- "Crazy Horses" (1998年)